# Erika Bruck
Erika Bruck (ur. 5 kwietnia 1908 we Wrocławiu, zm. 13 października 2011 w Buffalo) – niemiecka pediatra żydowskiego pochodzenia, współtwórczyni opieki medycznej w Turcji, ceniona lekarka w Stanach Zjednoczonych.

## Życiorys
Była najstarszą z 3 córek Ady Oppe i Ericha Salomona, miała też brata. W dzieciństwie była chorowita, kurowano ją m.in. w Szwajcarii.
Jej dziadek i ojciec byli lekarzami. Kontynuując rodzinną tradycję, zaczęła studia medyczne na Uniwersytecie Wrocławskim. Kiedy w 1933 do władzy doszli naziści, musiała przerwać studia i zadeklarować się, że nie będzie wykonywać zawodu lekarki na terenie Niemczech, co było spowodowane zakazem praktykowania zawodu przez Żydówki.
W 1934 wyjechała do Stambułu. Tam uzyskała tytuł doktora medycyny. Przez kilka lat pomagała rozwijać opiekę zdrowotną w Turcji. Prowadziła m.in. laboratorium kliniczne w szpitalu Haseki w Stambule.
W 1939 wyemigrowała do Stanów Zjednoczonych, korzystając z pomocy rodziny, która tam mieszkała, oraz Stowarzyszenia Amerykańskich Kobiet Lekarek. W 1941 zdała egzaminy medyczne i zaczęła pracę w Goldwater Memorial Hospital. W 1943 przeniosła się na rezydenturę do szpitala dziecięcego w Cincinnati. Pracowała jako internistka, a potem pediatra. Mieszkała w Hamburgu. W szpitalu dziecięcym w Buffalo, do którego trafiła w 1947, pracowała przez 50 lat. Była ordynatorką kliniki metabolicznej i kierowniczką laboratorium. Wyszkoliła wiele lekarzy i lekarek. Prowadziła też działalność charytatywną. Była członkinią National Committee for Clinical Laboratory Standards. Była współautorką książki Nephrotic Syndrome in Children. Dep.of Pediatrics, wydanej przez Uniwersytet Buffalo w 1954.
Jej matka i brat zostali zamordowani w czasie Holocaustu, o czym dowiedziała się w 1945. Na Starym Cmentarzu Żydowskim we Wrocławiu istnieje grób jej ojca, który zmarł w 1915 na froncie I wojny światowej.
Zmarła w wieku 103 lat.